# Keyser Söze
Keyser Söze es un personaje ficticio en el filme de 1995 The Usual Suspects, escrito por Christopher McQuarrie y dirigido por Bryan Singer. Söze es uno de los más poderosos jefes criminales del bajo mundo cuya influencia y despiadada forma de ser le dan un estatus legendario, incluso mítico, entre los agentes de la ley y los criminales.

## Historia
El pasado de Söze es desconocido, pero la historia contada por Verbal Kint (Kevin Spacey) tiene a Söze como un narcotraficante de bajo nivel que empieza su carrera criminal en su natal Turquía. La entidad que es Keyser Söze nace verdaderamente cuando los rivales contrabandistas, que trabajan para los húngaros, invaden su casa mientras él está fuera, violan a su esposa y mantienen a sus hijos secuestrados. Cuando Söze llega, matan a uno de sus hijos para demostrarle cómo se manejan ellos con esos asuntos, después amenazan con matar a su esposa y a su otro hijo si él no les entrega su negocio. En vez de ceder a sus demandas, y para evitar que su familia viva con el recuerdo de lo que ha pasado, Söze mata a sus seres queridos y a todos los húngaros menos a uno a quien perdona, sabiendo que este superviviente contará a la mafia lo que ha ocurrido ese día.
Söze va después tras la mafia, mata a docenas de personas, incluso a las familias de los mafiosos, amigos y hasta a personas que les debían dinero. Después destruye sus hogares y negocios. Luego se "oculta", y nunca más vuelve a hacer negocios en persona y hasta se esconde de sus propios hombres, quienes casi nunca saben para quién están trabajando. Una de las frases más famosas de la película, dicha por Kint, es: «La mejor jugada del diablo fue convencer al mundo de que no existía». Cuando Söze comete crímenes, siempre lo hace disfrazado y con un nombre falso y deja a todos sin pistas.
La despiadada forma de ser de Söze es legendaria, mata brutalmente a enemigos y a hombres que le son desleales, junto con todos sus seres amados, por la más mínima infracción. A través de los años su imperio criminal, centrado alrededor del tráfico de drogas, florece, así como su leyenda. Él se convierte, como lo describe Verbal durante su interrogatorio, en «una historia de fantasmas que los criminales le cuentan a sus hijos en las noches». Sin embargo, parece poseer un muy extraño sentido del honor. Si alguien le roba pero no sabe a quién le está robando, por lo general les da la oportunidad de disculparse mediante el encargo de una tarea de muy alto riesgo. Si sobreviven al trabajo que les encarga su ofensa es perdonada.

## Sinopsis completa
La película The Usual Suspects consiste mayormente en flashbacks narrados por el artista del engaño Roger "Verbal" Kint (Kevin Spacey), un criminal de poca monta con parálisis cerebral que le afecta a una pierna y un brazo. A Verbal se le ha otorgado casi inmunidad total de ir a juicio si ayuda a los agentes que investigan el caso, incluyendo al agente de aduanas Dave Kujan (Chazz Palminteri), y revela todos los detalles de su participación con un grupo de notorios criminales que se asume son los responsables por la destrucción de un barco y la muerte de todos su tripulantes.
Mientras Verbal cuenta la historia, Kujan se entera del nombre de Keyser Söze por medio del agente del FBI Jack Baer (Giancarlo Esposito), incluyendo la reputación de Söze como un genio criminal oculto entre las sombras, y le exige a Verbal que le diga todo lo que sabe. Aparentemente distraído, Verbal describe como él y un pequeño grupo de criminales son chantajeados por Söze para ir a destruir un barco cargado con drogas, pero Baer cree que no había drogas en el barco y cree que la verdadera intención de Söze es matar a la única persona que puede identificarlo. Kujan confronta a Verbal y le dice que en realidad, uno de sus compañeros criminales era Keyser Söze, y su teoría apunta que era un antiguo oficial de policía corrupto y ladrón profesional llamado Dean Keaton (Gabriel Byrne). La investigación que hacía Kujan acerca de Keaton fue lo que lo involucró en el caso inicialmente. 
En las escenas finales de la película es revelado que toda la historia de Verbal es una elaborada e improvisada historia, hecha a partir de notas pegadas en un boletín de noticias que se encuentra en la oficina en donde lo interrogan. El húngaro que sobrevivió al ataque del barco, severamente quemado y lastimado, describe a un dibujante de la policía a un hombre que vio durante el ataque, el cual cree que es Keyser Söze. El dibujo, que parece ser un retrato perfecto de Verbal es mandado por fax a la policía pero llega muy tarde. Verbal ya ha salido bajo fianza, y su parálisis cerebral de pronto desaparece. Usa un encendedor dorado igual al que Söze usa al principio de la película con una mano firme, y se sube a un coche manejado por el personaje al cual se refirió durante toda la historia como Kobayashi. Mientras se alejan, Kujan busca desesperadamente entre la multitud, dándose cuenta, demasiado tarde de la verdad. Verbal Kint es Keyser Söze.
- Datos: Q2975734